# Iveco
Iveco (akronim za Industrial Vehicles Corporation) je italijanski proizvajalec industrijskih vozil. Podjetje je bilo ustanovljeno leta 1975 v Torinu, ko se je združilo pet podjetij: Fiat Veicoli Industriali, OM, Lancia Veicoli Speciali, Unic in Magirus-Deutz.Podjetje Iveco je v lasti skupine CNH Industrial.
Iveco proizvaja tovornjake, kombije, avtobuse, gasilna vozila, vojaška vozila, rudarsko opremo in druga namenska vozila. Tovarne ima v Italiji, Rusiji, Argentini, Kitajski, Afriki in Braziliji. Na leto izdelajo okrog 150000 vozil. 
Iveco je prvi uporabil turbodizelski motor na težkem tovornjaku (leta 1980) in prvo lahko vozilo z dizelskim motorjem na direktni vbrizg (leta 1985).

## Blagovne znamke

### Iveco
Obsega kombije Daily, srednje tovornjake Eurocargo (7 T do 19T) in težke tovornjake Stralis in Trakkker.

### Iveco Bus (Irisbus)
Iveco Irisbus proizvaja minibuse, mestne avtobuse in potovalne avtobuse. Od 24. maja 2013 naprej je podjetje znano kot "Iveco Bus".

### Iveco Astra
Iveco Astra proizvaja izvencestna vozila za gradbena in rudarska dela. Podjetje je bilo ustanovljeno leta 1946, od leta 1986 naprej pa je del Iveca.

### Iveco Magirus
Iveco Magirus proizvaja gasilna vozila.

### Defence Vehicles
Defence Vehicles proizvaja vojaška vozila npr. Iveco LMV 

## Iveco vozila
- Iveco Massif
- Iveco Indcar Mago 2 midibus
- Daily (MY98)
- Iveco Daily S2000 minibus
- Iveco Daily S2000
- Iveco Eurocargo
- Iveco Trakker
- Iveco Stralis
- Iveco Stralis dirkalni tovornjak
- Iveco EuroStar
- Iveco TurboCity-U 480
- Iveco Magirus Super Dragon X8
- Iveco-Autokran
- Iveco Zeta
- Iveco Daily